# Joël Dicker
Joël Dicker (Genève, 16 juni 1985) is een Zwitserse schrijver. Hij studeerde aan de faculteit rechten van de Universiteit van Genève. In 2010 behaalde hij zijn mastergraad.
Op 24-jarige leeftijd schreef hij Les Derniers Jours de Nos Pères, een novelle over de Special Operations Executive, een geheime Britse organisatie tijdens de Tweede Wereldoorlog. In 2010 won Joël Dicker de Prix des Écrivains Genevois, een prijs voor nog niet gepubliceerde manuscripten. In 2012, dus twee jaar nadat hij deze prijs gewonnen had, is Les Derniers Jours de Nos Pères in Frankrijk uitgegeven.
La Vérité sur l’Affaire Harry Quebert (De waarheid over de zaak Harry Quebert) is zijn tweede roman. Een spannend verhaal over een New Yorkse schrijver met schrijversblok, die op bezoek gaat bij zijn oude professor in New Hampshire. De schrijver stuit op een oude moordzaak die verband houdt met een oude liefdesgeschiedenis tussen zijn leermeester en een 15-jarige leerlinge.
Joël Dicker ontving voor dit boek de Grand Prix du roman de l'Académie française en de Prix Goncourt des lycéens. In Nederland ontving hij voor dit boek de Prix Tulipe, een Frans-Nederlandse prijs voor de beste Franstalige roman van het jaar. Dit boek betekende de doorbraak voor Joël Dicker. Het is in meer dan dertig talen vertaald.

## Boeken
- 2005 Le Tigre (novelle), Editions Hèbe
- 2012 Les Derniers Jours de Nos Pères
- 2012 La Vérité sur l’Affaire Harry Quebert. Nederlandse vertaling: De waarheid over de zaak Harry Quebert. Vertaald door Manik Sarkar. De Bezige Bij, Amsterdam, 2014. ISBN 9789023456490
- 2015 Le Livre des Baltimore. Nederlandse vertaling: Het boek van de Baltimores. Vertaald door Manik Sarkar. De Bezige Bij, Amsterdam, 2016. ISBN 9789023496113
- 2018 La Disparition de Stephanie Mailer. Nederlandse vertaling: De verdwijning van Stephanie Mailer. Vertaald door Manik Sarkar. De Bezige Bij, Amsterdam, 2019. ISBN 9789403149509
- 2020 L’enigme de la chambre 622. Editions de Fallois, Parijs, 2020. ISBN 9791032102381 Nederlandse vertaling: Het mysterie van kamer 622. Vertaald door Manik Sarkar. De Bezige Bij, Amsterdam, 2020. ISBN 9789403110318
- 2022 L’Affaire Alaska Sanders. Nederlandse vertaling: De zaak Alaska Sanders vertaald door Angela Knotter-de Boer. De Bezige Bij, Amsterdam, 2022. ISBN 9789403187419